# Atheta houstoni
Atheta houstoni är en skalbaggsart som beskrevs av Thomas Casey 1910. Atheta houstoni ingår i släktet Atheta och familjen kortvingar. Inga underarter finns listade i Catalogue of Life.